# Юрій Васюк
Юрій Васюк — український драматург, кіносценарист. 

## П'єси
- 2016:
  - Дитячі
    - «Про лисицю-вегетаріанку та вовка в ягнячій шкурі»
    - «Про пса-перевертня та Лисицю з песцевим хвостом»
    - «Всі за одного»
    - «Вкрадений сніг»
    - «Вередлива Кішка»
    - «Трусливий Вовк»
    - «Три сестриці»
    - «Закляті друзі»
    - «Червона шапочка» (за мотивами казки Шарля Перро)

- - Дорослі
    - «Невісточки… Свекрушина радість»
    - «Полліанна» (інсценізація роману Елеонор Портер)
    - «Дорогою ціною» (інсценізація повісті Михайла Коцюбинського)
    - «Кат»
    - «Рейнеке-Лис» (за мотивами Йоганна Гете)
    - «Промінь надії»
    - «Чесний суддя»
    - «Пташиний двір»
    - «Вдови на виданні»

- 2017:
  - «Колос на узбіччі»
  - «Ватніца»
  - «Fata Morgana» (інсценізація повісті Михайла Коцюбинського)
  - «10 000 років до н.е.»
  - «Мама в Едемі»
  - «Коматозники»
  - «Там, де заходить сонце»

- 2018:
  - «Сніг на голову»
  - «Зачарована Красуня»
  - «DEJA VU»
  - «Холодна кров»
  - «Мавпи»
  - «Біла рабиня»
  - «SOBAKA»
  - «Зозуленька»

- 2019:
  - «Маленьке пісочне життя»
  - «Як Алла чоловіка купувала»
  - «Пай»
  - «Стерва»

- 2020:
  - «The Office»
  - «ЧІП»

- 2021:
  - «Рай там, де ми»

- 2024:
  - «Довга дорога до весни»

- 2025:
  - «Останній подих»

## Участь в конкурсах та фестивалях
- 2014 — Український літературний конкурс «Коронація слова — лауреат у номінації «Дитячий кіносценарій» («Комарик»)[1]
- 2015 — Фестиваль комедійного мистецтва «ГаШоТю» — І місце у номінації «Кразий комедійний сценарій» («Невістки»)[2]
- 2016 — IV Міжнародний конкурс творів для дітей «Корнійчуковська премія» — III місце у номінації «Драматургія та кіносценарій для дитячого фільму»[3]
- 2017 — Фестиваль комедійного мистецтва «ГаШоТю» — лауреат у номінації «Краща комедійна п'єса» («Пташиний двір»)[4]
- 2017 — Міжнародний драматургічний освітній фестиваль сучасної драматургії «Тиждень актуальної п'єси» — фіналіст («Колос на узбіччі»)[5]
- 2018 — Фестиваль комедійного мистецтва «ГаШоТю» — лауреат III премії у номінації «Краща комедійна п'єса» («Коматозники»)[6]
- 2019 — Український літературний конкурс «Коронація слова 2019»:
  - Перемога в номінації «Драматургія» (п'єса «Sobaka»)[7]
  - Спеціальна відзнака — вибір драматурга від Павлоградського театру ім. Захави («10 000 років до н.е.»)[8]
- 2020 — Фестиваль комедійного мистецтва «ГаШоТю» — лауреат III премії у номінації «Драматургія» (п'єса «Пай»)
- 2021 — Український літературний конкурс «Гранд-Коронація слова]»[9][10]спеціальна відзнака — за інклюзію (п'єса «Стерва»)[11]
- 2021 - Український літературний конкурс «Гранд-Коронація слова]»[9]Перемога в номінації «Драматургія» (п'єса «Маленьке пісочне життя»)[7],

## Театральні постановки
- 2016, 8 травня — «Неймовірні пригоди Тузика» за п'єсою «Про лисицю-вегетаріанку та вовка в ягнячій шкурі»; реж. Тетяна Шумейко (Чернігівський обласний академічний український музично-драматичний театр імені Тараса Шевченка)[12]
- 2017, 17 червня — «Чесний суддя»; реж. Мирослав Гринишин (Чернівецький музично-драматичний театр імені Ольги Кобилянської) (після трьох прем'єрних вистав — 17, 18 та 26 червня — у результаті конфлікту керівництва театру з головним режисером, п'єса знята з репертуару та прибрана із сайту театру)[13]
- 2018, 1 червня — «Казка про добрі справи» за п'єсою «Вередлива Кішка»; реж. Тетяна Лєщова (Запорізький академічний обласний український музично-драматичний театр імені Володимира Магара)[14]
- 2019, 20 січня — «Дорогою ціною» інсценізація однойменної повісті Михайла Коцюбинського; реж. Влад Сорокін (Львівський обласний академічний музично-драматичний театр імені Юрія Дрогобича)[15][16]
- 2019, 24 березня — «10 000 років до н.е.»; реж. Борис Рева (Павлоградський театр імені Б. Є. Захави)[17]
- 2019, 18 травня — «Коматозники», реж. Іван Данілін, («Franco-театр», м. Коломия)[18][19]
- 2019, 29 серпня — «Собачий вальс» за п'єсою «Sobaka»; реж. Віталій Кіно (Театр на Михайлівській, м. Київ)[20][21]
- 2019, 20 жовтня — «Коматозники»; реж. Вячеслав Давидюк (Закарпатський обласний театр драми та комедії, м. Хуст)[22][23]
- 2020, 19 грудня — «Вкрадений сніг»; реж. Алла Мельник (Народный театр ім. Леси Украинки м. Червоноград)
- 2021, 11 грудня — «SOBAKA»; реж. Анатолій Левченко (Перший недержавний театр Донеччини «Terra Incognita свій театр для своїх», м. Маріуполь)[24]
- 2022, 27 грудня — "Вередлива Кішка Матильда"  за п'єсою "Вередлива Кішка", реж. та худ.керівник Ірина Нєбилова , муз. оформлення Лизавета Литюга (Молодіжний театр "Кураж"  м. Суми
- 2024, 31 березня — "Рай там, де ми" реж. Алла Бойко (Народний аматорський театр «Авантюра»,м. Нововолинськ)
- 2024, 17 грудня — «Вкрадений сніг »; реж. та худ.керівник Ірина Нєбилова, Музичне оформлення (Відкритий молодіжний театр "Кураж"м. Суми)
- 2025, 06 лютого — "Вкрадений скарб" (Вкрадений сніг) , реж. Климовських-Боровська І. О. (Київський державний будинок художньої та технічної творчості)